# Jambule
Jambule (grec ancien : Ἰάμβουλος, Iamboulos) était un marchand grec de l'Antiquité et l'auteur probable d'un roman grec utopique sur la nature étrange des habitants des « îles du Soleil ».
Ses travaux ne nous sont pas parvenus à l'exception de fragments dans la Bibliothèque historique de Diodore de Sicile (II, 55 - 60). Diodore, qui ne semble avoir retranscrit Jambule que dans sa description des Indiens, raconte que Jambule fut fait esclave par les Éthiopiens et envoyé par eux sur une île bienheureuse des mers orientales où il acquit ses connaissances, située sous l'équinoxial. Tout le récit a cependant l'apparence d'une fiction, et la description que Jambule a donnée de l'Orient, qu'il n'avait probablement jamais vu, ne consistait en rien d'autre que des absurdités fabuleuses. 
Jambule est également mentionné dans le roman satirique l'Histoire véritable de Lucien de Samosate comme écrivant « beaucoup de choses surprenantes sur l'océan Atlantique ». Ainsi, il est répertorié dans la préface comme l'une de ses sources d'inspiration. Lucien remarque que les histoires de Jambule étaient évidemment fausses, mais pas désagréables à lire pour autant. L’Histoire véritable est présentée comme une satire de récits tels que ceux de Jambule et Ctésias, auteur au Ve siècle av. J.-C. d'un récit portant sur l'Inde et plein d'affirmations mirobolantes, comme celle de l'existence d'êtres humains avec un seul pied gigantesque (les sciapodes) qu'ils utilisaient comme parasol contre un soleil beaucoup plus chaud que celui connu en Occident.